# Patrícia Kimberly
Patrícia Kimberly, nombre artístico de Gisele Barbosa (São Paulo, 6 de enero de 1984), es una prostituta, estriptista y actriz porno brasileña.

## Carrera
A los 18 años comenzó a actuar en el área de entretenimiento para adultos, inicialmente en clubes de estriptis. Al mismo tiempo, enseñaba inglés y cursaba el curso de Traductor e Intérprete en una facultad de São Paulo. Más tarde, en 2015, también comenzó a actuar como actriz pornográfica.
A menudo se le pide que conceda entrevistas para hablar a favor de la prostitución y de la industria del sexo. En 2018, Kimberly fue coronada en el Carnaval de São Paulo como Musa de la Batería por la escuela de samba Acadêmicos do Tatuapé. Ese mismo año, la revista Marie Claire la calificó como "influenciadora sexual" dada su gran cantidad de seguidores en las redes sociales.

## Premios
| Año  | Resultado | Premio                                              | Película                |
| ---- | --------- | --------------------------------------------------- | ----------------------- |
| 2015 | Ganadora  | Premio Sexy Hot - Mejor Escena Fetichista           | Pés do prazer           |
| 2016 | Ganadora  | Premio Sexy Hot - Mejor Escena de Doble Penetración | As fantasias de Paty    |
| 2016 | Ganadora  | Premio Sexy Hot - Mejor Escena Fetichista           | Cornolândia 3           |
| 2016 | Ganadora  | Premio Sexy Hot - Mejor Escena de Orgía / Gang Bang | Orgia na piscina        |
| 2016 | Ganadora  | Premio Sexy Hot - Mejor Escena de Trío              | As fantasias de Paty    |
| 2016 | Nominada  | Premio Sexy Hot - Mejor Película                    | As fantasias de Paty    |
| 2017 | Ganadora  | Premio Sexy Hot - Mejor Actriz                      | Uberxxx da Paty         |
| 2017 | Ganadora  | Premio Sexy Hot - Mejor Escena de Orgía / Gang Bang | Orgasmos Múltiplos      |
| 2017 | Nominada  | Premio Sexy Hot - Mejor Escena Homo Femenina        | Garotas da Van Rolê Vip |